# Germans de la Puresa
Els Germans de la Puresa o Germans de la Sinceritat (àrab: اخوان‌ الصفا, Iẖwãn aṣ-Ṣafã) foren una societat secreta de filòsofs musulmans d'as-Salamiyya, Síria, o de Bosra, Síria, dels segles VIII o X dC.
L'estructura d'aquesta organització misteriosa i les identitats dels seus membres mai han estat clars.
Els seus ensenyaments esotèrics i la filosofia estan exposats en un estil epistolar a l'Enciclopèdia dels Germans de la Puresa (Rasa'il Ikhwan al-safa'), un compendi de 52 epístoles que acabaria influenciant les enciclopèdies posteriors. S'ha intentat, per part tant de musulmans com occidentals, d'esbrinar les identitats dels Germans i el segle en el qual van ser actius.

## Nom
La frase aràbiga Ikhwan al-Safa (versió curta, entre moltes transcripcions possibles, de Ikhwān unṣ-Ṣafāʾ wa Khullān al-Wafā wa Ahl al-Ḥamd wa abnāʾ al-Majd, a"Germans de Puresa, Amics Lleials, Gent dignes d'elogi i Fills de Glòria") es pot traduir com a "Els Germans de la Puresa" o "Els Germans de la Sinceritat"; diversos autors com Ian Netton prefereixen "de la Puresa" a causa dels impulsos ascètics del grup per la puresa i la salvació.
Un suggeriment fet per Goldziher, i sobre el qual s'escrigué més tard per Philip K. Hitti en el seu llibre History of the Arabs, és que el nom està extret d'una història a Kalilah wa-Dimnah, en la qual un grup d'animals, actuant com a amics fidels (ikhwan al-safa), escapen les trampes del caçador. En la història es parla d'una tórtora i els seus companys, que s'enreden en una xarxa d'un caçador d'ocells. Els rescata una rata, que rosega la xarxa per alliberar-los. Un corb, impressionat per les accions altruistes de la rata, esdevé amic seu. Aviat una tortuga i una gasela s'uniran a la companyia d'animals. Després, la gasela s'enreda amb una altra xarxa; amb l'ajut dels altres i de la rata, alliberen la gasela, però la tortuga no pot marxar prou ràpidament i queda capturada pel caçador. Al final, la gasela recompensa la tortuga servint com a esquer i distraient el caçador mentre la rata i la resta alliberen la tortuga. Després d'això, els animals es designen com la "Ikwhan al-Safa".
Aquesta història és esmentada com un exemplum quan els Germans parlen d'ajut mutu dins un rasa'il, una part crucial del seu sistema d'ètica que ha estat resumida així:
| « | En aquesta Germandat, el jo està prohibit; tot acte ha de ser per l'ajut mutu, tots confiem en tothom per socórrer i aconsellar, i si un Germà veu que serà bo sacrificar la seva vida per la d'un altre, ho farà bonament. | » |

## Reunions
Els Germans es trobaven regularment fent servir un horari fixat. Les trobades ocorrien aparentment durant tres vespres de cada mes: una cap al principi, on es feien discursos, una altra cap a la meitat de mes, sobre astronomia i astrologia, i l'última entre finals del mes i el dia 25 d'aquell mateix mes, on recitaven himnes amb contingut filosòfic. Durant les seves reunions i possiblement també durant els tres tiberis que feien, en les dates de l'entrada del sol als signes del Zodíac del "Moltó, Càncer, i Balança", a més les conferències i discussions habituals, feien alguna forma de litúrgia que recordava els Haranians.

## Posicions
La jerarquia era un tema important en la seva Enciclopèdia, i els Germans es van dividir vagament en quatre posicions segons l'edat; les directrius d'edat no eren fermes, ja que, per exemple, un exemple de la quarta categoria com Jesús hauria estat massajove si aquestes directrius fossin fixes. És compquant a exemple, tal un exemplar de la quarta posició mentre Jesús hi hauria estat massa jove si les directrius d'edat eren absolutes i fixades. Comparar la divisió similar de l'Enciclopèdia a quatre seccions i el Jabirite simbolisme de 4. Les posicions eren:
1. L'"Artesà" – un artesà havia de tenir com a mínim 15 anys; el seu honorific era "el pietós i compassiu" (al-abrār wa 'l-ruhamā).
2. Els "Dirigents Polítics" – un dirigent polític havia de tenir com a mínim 30 anys; el seu honorific era "el bo i excel·lent" (al-akhyār wa 'l-fudalā)
3. Els "Reis" – un rei havia de tenir com a mínim 40 anys; el seu honorific era "l'excel·lent i noble" (al-fudalā' al-kirām)
4. Els "Profetes i Filòsofs" – als que s'aspirava, el rang final i més alt dels Germans; per esdevenir un Profeta o Filòsof un home havia de tenir com a mínim 50 anys; el seu honorífic els comparava amb personatges històrics il·lustres com Jesús, Socrates, o Muhammad, que també estaven classificats com a Reis; aquest rang era "el rang angèlic" (al-martabat al-malakiyya).[9]